# Castle Falkenstein
Castle Falkenstein ist ein Pen-&-Paper-Rollenspiel. Das englische Original ist 1994 bei R. Talsorian Games, die deutsche Übersetzung 1997 beim Truant Verlag erschienen.
Es spielt in einer Art Steampunk-Europa, genannt Neuropa. Diese Welt entspricht in etwa dem viktorianischen Europa des 19. Jahrhunderts mit einer abweichenden Technologie, die weitgehend auf der Nutzung von Dampf basiert. Weitere Besonderheiten sind die Existenz verschiedener Feenvölker und Magie.

## Regeln
Das Regelwerk beschreibt die Welt in Romanform, die eigentlichen Regeln sind jedoch nur ein Anhang. Durch diese oft etwas vage gehaltenen Regeln ergibt sich ein Rollenspiel, das von Improvisation geprägt ist und dadurch teilweise an ein LARP erinnert.
Gespielt wird im Gegensatz zu anderen Rollenspielen mit Spielkarten statt mit Würfeln. Es wird dazu ein kompletter Satz Canasta-Karten verwendet, also 2 × 52 Karten französisches Blatt und sechs Joker, welcher bei Castle Falkenstein Schicksalsblatt genannt wird. Jeder Spieler besitzt vier Karten, die er, je nach Farbe, als Boni für eine Fähigkeit verwenden kann. So begünstigt Kreuz körperliche, Pik gesellschaftliche, Herz emotionale und Karo mentale Aktionen. Dadurch kann der Spieler seine Aktionen besser koordinieren als bei Würfel-Rollenspielen.